# Jean-Claude Sebag
Pour les articles homonymes, voir Sebag.
Jean-Claude Sebag, né le 8 novembre 1943 à Mostaganem, est un avocat français au barreau d'Aix-en-Provence, également homme politique.

## Biographie
Jean-Claude Sebag se porte candidat à l'élection présidentielle française de 1974, avec le soutien du Mouvement fédéraliste européen. Il s'agissait d'une candidature de témoignage qui avait pour but d'offrir une tribune nationale à un courant de pensée peu et mal connu. Le MFE défendait en effet une vision radicale de la construction européenne conçue non pas comme une fin en soi, mais comme le cadre élargi nécessaire à une transformation révolutionnaire de la société. Les fédéralistes, qui se réclamaient notamment du fédéralisme global d'Alexandre Marc, se présentaient comme anti-étatistes et décentralisateurs. Ils prônaient l'application des principes d'autonomie, de subsidiarité et de participation dans tous les secteurs de la société européenne, aussi bien dans les structures politiques que dans l'entreprise et dans l'économie globale. Ils réclamaient l'instauration d'un minimum social garanti et l'autogestion généralisée. Ils préconisaient une véritable fédération européenne, dotée d'un parlement élu au suffrage universel et d'un gouvernement indépendant de ceux des états membres .
Il se trouve par ailleurs en concurrence avec un autre candidat fédéraliste, Guy Héraud. Au premier tour de scrutin, le 5 mai 1974, il obtint 42 007 voix, soit 0,16 % des suffrages exprimés (se classant onzième sur douze candidats, devant Guy Héraud qui arrive dernier).
Jean-Claude Sebag a enseigné  à l'Institut d'études politiques d'Aix-en-Provence.